# Halicometes minuta
Halicometes minuta är en svampdjursart som beskrevs av Sarà och Rosa-Barbosa 1995. Halicometes minuta ingår i släktet Halicometes och familjen Tethyidae.
Artens utbredningsområde är havet utanför Brasilien. Inga underarter finns listade i Catalogue of Life.